# Extremities
Extremities és una pel·lícula estatunidenca de Robert M. Young estrenada l'any 1986, amb Farrah Fawcett en el paper principal. Ha estat doblada al català.
L'actriu serà nominada als Globus d'Or l'any 1987 per la seva actuació a la pel·lícula.

## Argument
Sortint del supermercat, Marjorie és agredida per Joe que, la cara dissimulada sota una caputxa, té un ganivet a la mà. No es coneixen. Marjorie fuig, físicament bé, però extremadament sacsejada i terroritzada. Joe li ha robat els seus papers i coneix doncs la seva adreça. Mentre Marjorie està sola en el pis que comparteix amb dues amigues, Terry i Patricia, arriba un jove i guapo noi i pregunta per Joe. El terror s'instal·la.

## Repartiment
- Farrah Fawcett: Marjorie Easton
- James Russo: Joe
- Alfre Woodard: Patricia
- Diana Scarwid: Terry
- Sandy Martin: Oficial Sudow